# Шапкина, Людмила Васильевна
Шапкина Людмила Васильевна (4 апреля, 1952 год, Хабаровск) — советская, российская артистка балета, педагог. Народная артистка Республики Башкортостан (1994). Заслуженная артистка Башкирской АССР (1985). Член Союза театральных деятелей (1990).

## Биография
Шапкина Людмила Васильевна родилась 4 марта 1952 года в Хабаровске.
В 1970 году окончила Пермское  хореографическое училище (педагог Л. П. Сахарова).

В 1970—1998 годы Л. В. Шапикна была солисткой Башкирского государственного театра оперы и балета, с 1998 года- педагог репетитор театра, одновременно с 1987 года — преподаватель Башкирского хореографического колледжа имени Р.Нуреева.

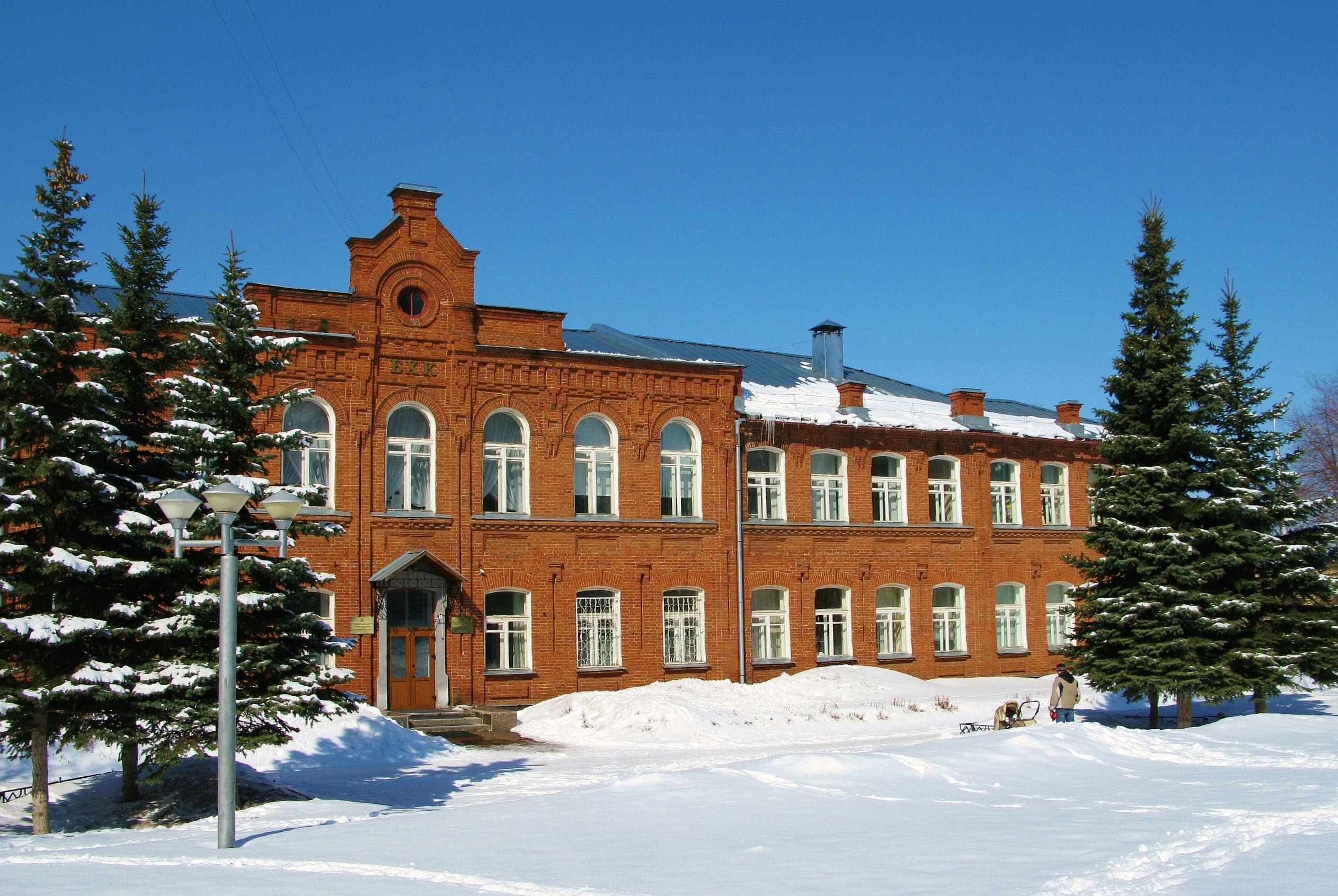
Башкирский хореографический колледж имени Рудольфа Нуреева (Бывшая школа № 2, где учился Р. Нуреев)

Людмила Васильевна объясняет свое творческое долголетие (28 лет) очень просто: в середине 1990-х некому было танцевать главные партии, пришлось воспитывать солисток самой.
Исполнительское искусство Людмилы Шапкиной характеризовалось эмоциональной наполненностью, музыкальностью и чистотой исполнения классического танца. Она обладала высоким полётным прыжком, динамичным вращением. Коллеги отмечают, что отличительными чертами Людмилы Шапкиной являются ответственность и требовательность к себе.
Основные партии: Мари («Щелкунчик»; П. И. Чайковского, дебют, 1971), Одетта—Одиллия («Лебединое озеро»;П. И. Чайковского), Зайтунгуль («Журавлиная песнь» Л.Степанова, З.Исмагилова), Жизель и Мирта («Жизель» А.Адана), Лиза («Тщетная предосторожность» П.Гертеля) и др. Первая исполнительница партии Шафак («В ночь лунного затмения» М.Ахметова). Одна из лучших работ в творчестве Шапкиной — Китри («Дон Кихот» Л. Ф. Минкуса).
Людмила Васильевна танцевала на сцене Большого театра СССР, выступала с народными артистами СССР В. М. Гордеевым, Е. С. Максимовой, Н. В. Павловой, заслуженным артистом РСФСР В. М. Пановым и др.
Неоднократно принимала участие в Международном фестивале балетного искусства имени Р. Нуреева (1993—1998 годы).
Гастролировала по России, Голландии, Китаю, США, Таиланду, ФРГ.
Среди воспитанников Людмилы Шапкиной — прима-балерина театра, заслуженная артистка Российской Федерации, народная артистка Башкортостана, лауреат международных конкурсов, лауреат Государственной премии Республики Башкортостан имени С.Юлаева и Республиканской молодёжной премии имени Ш. Бабича Гузель Сулейманова, заслуженная артистка Башкортостана, лауреат всероссийского и дипломант международного конкурсов Валерия Исаева, заслуженный артист Башкортостана Артур Новичков, а также солисты театра Арслан Асфатуллин, Ирина Чьюнг и др.
«Все восемь лет в училище у меня преподавала Людмила Васильевна Шапкина —уникальная женщина! Она и сейчас работает со мной. Людмила Васильевна фанатично влюблена в балет, привила нам ответственность, порядочность…Если бы не Людмила Васильевна, может быть, балет и не стал бы моей профессией…» (Гузель Сулейманова)

## Почётные звания и награды
- «Заслуженная артистка Республики Башкортостан»(1985)
- «Народная артистка Республики Башкортостан» (1994)
- Лауреат премии Союза театральных деятелей Республики Башкортостан имени Бедер Юсуповой (1994)
- Лауреат премии Союза театральных деятелей России имени Екатерины Максимовой (2011)